# Film i Skåne
Film i Skåne är ett regionalt resurs- och produktionscentrum grundat 1995 som på uppdrag av 
Region Skåne och Svenska Filminstitutet  arbetar med att främja filmverksamhet i Skåne. Verksamheten har numera sitt säte i Ystad.

## Verksamhet

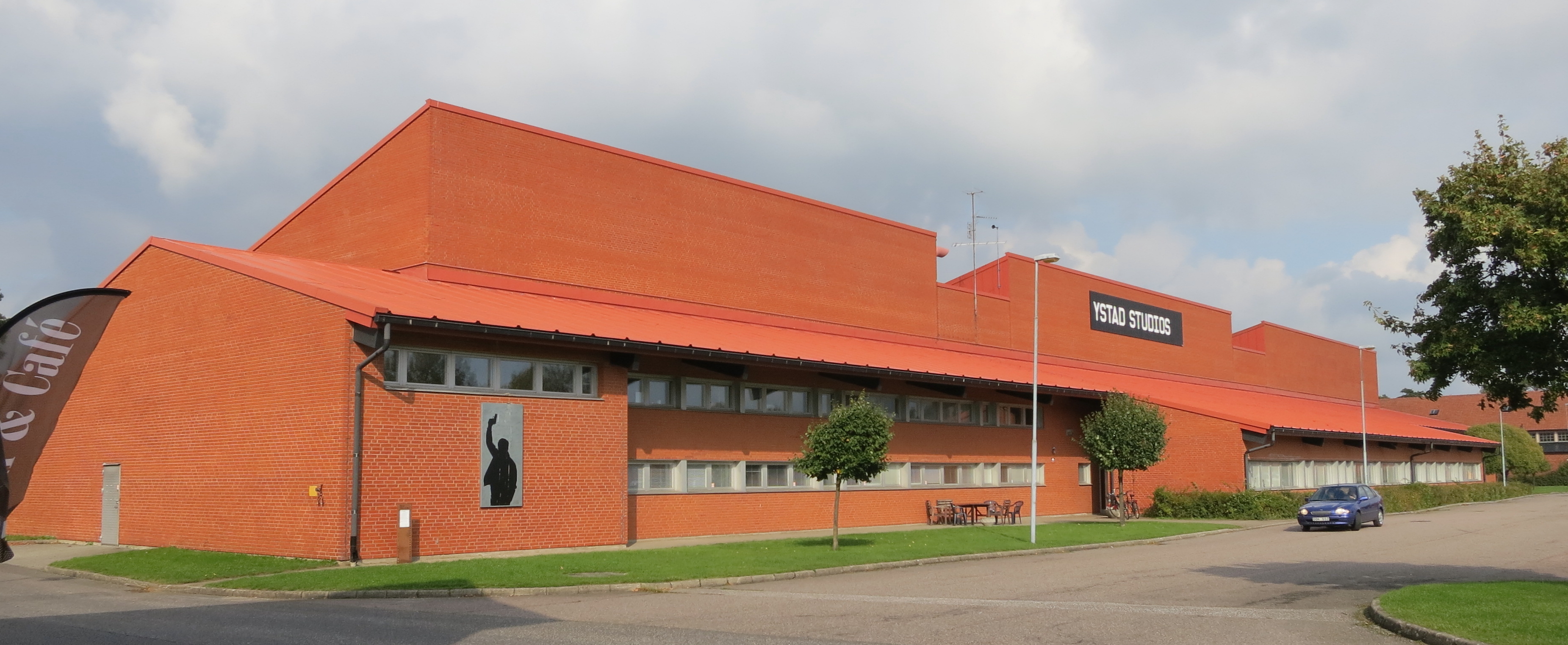
Ystad studios

Film i Skåne arrangerar film- och mediarelaterade seminarier, utbildningar, visningar och branschinriktade mötesplatser. Ystad Studios är Film i Skånes anknutna filmstudio på det gamla regementsområdet i Ystad. I samverkan med ett liknande filmkontor i Danmark driver man också Oresund Film Commission som en del av Sweden Film Commission för internationell samverkan.

## Samproduktioner
Film i Skåne har samproducerat svenska långfilmer som Så vit som en snö, Fjorton suger, Om Sara, Frostbiten och filmserien om kommissarie Kurt Wallander. Bland internationella samproduktioner märks Klaus Härös Den bästa av mödrar.
Music for one apartment and six drummers, Blådårar, Svälj och Blue Karma Tiger är några av de kort- och dokumentärfilmer som samproducerats av Film i Skåne.